# クライデ・ワインハルト
クライデ・ワインハルト（Clyde Wijnhard、1973年11月1日 - ）は、スリナム・パラマリボ出身の元サッカー選手。ポジションはFW。

## 略歴
アヤックスでプロデビュー。1993-94シーズンのFCフローニンゲンと1997-1998シーズンのヴィレムII在籍時にはエールディヴィジで2桁得点を挙げ、この活躍から1998年に渡英し、リーズ・ユナイテッドFCに加入した。以降約8年間をイングランドで過ごした。2005-06シーズンにブレントフォードFCへと移籍し、シーズン終了後に現役を引退した。
引退後はイングランドに留まり、オランダ国内の若手選手がイングランドのサッカークラブのトライアルを受ける際、その手続きを担う会社を立ち上げ、その会社のオーナーとして活動している。

## タイトル
アヤックス
- UEFAチャンピオンズリーグ : 1回 (1994-1995)